# 木村荘太
木村 荘太（きむら そうた 1889年2月3日 - 1950年4月15日）は、東京府出身の作家、翻訳家。本名の読みは「しょうた」。別名に久木今作、木村艸太（そうた）。木村荘平の子。女性関係と奇人ぶりで知られた。

## 人物
東京市日本橋区吉川町両国広小路（現在の東京都中央区東日本橋）に、木村荘平の妾腹の子として生まれる。
父は牛鍋屋チェーン店"いろは"を20数箇所に展開して"いろは大王"と呼ばれると共に、葬儀会社"博善社"の社長も兼ねた実業家で、正妻の他に多数の愛人を持ち、諸方に儲けた子の数が男13人に女17人。荘太の異母姉栄子が木村曙の筆名で作家として知られた他、同母弟に木村荘八（挿絵画家）、異母弟に木村荘十（直木賞作家）と木村荘十二（映画監督）がいる。
荘太は母と、同腹の弟妹と「いろは」両国店で暮らし、1896年、東京浅草橋近くの小学校に入学。まもなく、同級生に「妾の子」と罵られたことから、自らの出生の謂れを知る。同級に後藤末雄（仏文学者）や桜間弓川（能楽師）がいた。1902年、小学校を卒業して京華中学校に入学。一同級生の感化で文学に目覚める。1906年に父の荘平が死去。
1907年、京華中学校卒業。東京外国語学校でフランス語を学ぶことを希望していたが家庭の事情で許されず、亡父の家督を継いだ異母兄の荘蔵を助けて牛肉店の会計事務を担当。両国から、いろはグループの本部に当たる芝浦の芝浜館に通いはじめると、異母妹など若い女性が多い同店に入り浸るようになる。同年10月、硯友社主催の紅葉祭に参加。まもなく生田葵山の文学会に参加。
芝浜館では文人らの小宴がよくあり、その中で石橋思案と知り合い、文壇に進出していく。1908年、処女作が『新思潮』に掲載され、そのことが契機となって小山内薫を知る。さらに島崎藤村に伴われて龍土会に出席。
1909年、兄嫁の妹の満喜と結婚。1910年、後藤末雄たちと共に第2次『新思潮』を結成。一時期、谷崎潤一郎と親しくつきあう。このころ高村光太郎の愛人（高村作のモナ・リザのモデル）だった吉原の娼婦を「奪」い、光太郎が「モナ・リザは歩み去れり」と歌った。
1912年、満喜と離婚し、家を出る。以後しばらく島崎藤村から庇護を受ける。
1913年、伊藤野枝に片想い。その経緯を「牽引」の題名で小説化し『フュウザン』の後身の雑誌『生活』に発表。その後、異母妹清子と同棲。近親相姦の手前まで進むが、踏みとどまる。
1915年、ストリンドベリのEn dåres försvarstalを『痴人の懺悔』の題名で翻訳。
1918年、婚約者齋藤もとと共に宮崎県日向に赴き、武者小路実篤の新しき村に参加。入村後にもとと結婚。
1919年、新しき村を離れる。1920年頃、ロマン・ロランの翻訳に専念。
1923年、関東大震災のため、妻の故郷である山形県酒田に避難。その後、千葉県印旛郡遠山村（現在の成田市大清水）に移り、晴耕雨読の生活を送る。
1950年4月16日、自伝『魔の宴』の刊行直前に成田山新勝寺内の公園で縊死（自死）。遺書には「妻のヒステリーを苦にして」という意味の言葉を書き残していた。
娘の彩子は、1941年東南アジアを訪ねて『仏印・泰・印象記』を刊行し、のち画家関口俊吾と結婚。

## 著書
- 農に生きる（1933年）
- 林園賦（1935年）
- 田園エッセイ（黄河書院、1938年）
- 英国衰亡史(ヴイヴイアン・グレイ、開運社、1942年)、訳
- アラン──その人と風土（綜合出版社、1946年）、以下は各・木村艸太名義
- 魔の宴 : 前五十年文学生活の回想（朝日新聞社、1950年）、復刻・日本図書センター、1990年
- 民主主義展望(ウォルト・ホイットマン 木村艸太 訳、日本読書組合、1947年)、訳
- 愛と罪(ロザマンド・グレイ) (チャールズ・ラム、桜井書店 1948年) 、訳